# Dichaeta
Dichaeta Meigen, 1830 è un genere di insetti della famiglia degli Ephydridae (Diptera: Schizophora).

## Morfologia
Gli adulti sono moscerini di colore scuro, simili a quelli del genere Notiphila, da cui si differenziano per la setola dorsale del pedicello debole e per la costa lunga, estesa fino alla terminazione della media. Gli altri caratteri sono in generale ricorrenti nei Notiphilini o, più estesamente, nelle Hydrelliinae.
Il capo ha faccia non carenata, con antenne provviste di arista pettinata. Chetotassi caratterizzata dalla presenza di due paia di setole fronto-orbitali, le anteriori proclinate e robuste ma più brevi delle posteriori, queste ultime reclinate. Setole ocellari e verticali ben sviluppate, pseudopostocellari presenti ma più piccole e deboli delle ocellari. Le setole facciali sono allineate in due serie laterali parallele alle parafacce, di sviluppo variabile secondo le specie.
Il torace è provvisto di setole acrosticali prescutellari e dorsocentrali presuturali ben sviluppate e di una sopralare postsuturale lunga e robusta.
Le larve sono apode e anfipneuste, prive di pseudozampe addominali. Hanno l'estremità posteriore affusolata e bilobata.

## Sistematica

### Posizione tassonomica
L'inquadramento sistematico di Dichaeta è uno dei più incerti e incongruenti nell'ambito della storia della tassonomia degli Efidridi. In letteratura è rimarcata costantemente la stretta affinità morfologica e filogenetica con il genere Notiphila. In origine, Dichaeta è stato definito come genere distinto da Meigen (1830), ma nel corso della storia è stato spesso trattato come sottogenere di Notiphila.
Nel Manual of Nearctic Diptera, Wirth et al. (1987) riportavano Dichaeta nelle chiavi di determinazione degli Ephydridae come sottogenere di Notiphila. Mathis & Zatwarnicki (1998), nel Manual of Palaearctic Diptera, trattavano il taxon in modo apparentemente incongruente: nella descrizione generale della famiglia e nelle chiavi di determinazione degli adulti riportavano la denominazione Notiphila (Dichaeta), facendo perciò riferimento al gruppo come sottogenere, mentre nelle chiavi di determinazione delle larve usavano la denominazione Dichaeta, perciò come genere. Gli stessi Autori, in una più recente revisione supportata dall'analisi cladistica, formalizzano definitivamente la distinzione dei due generi, tuttavia, in una pubblicazione successiva, Mathis & Mathis (2008) usano il nome Notiphila caudata.
Controverse sono le classificazioni adottate nei principali cataloghi online a causa dei differenti riferimenti bibliografici: l'ITIS (Integrated Taxonomic Information System), che adotta l'obsoleta impostazione tassonomica del Manual of Nearctic Diptera, include le specie del gruppo Dichaeta nel genere Notiphila; il catalogo Fauna Europaea, che fa invece riferimento a Zatwarnicki come consulente scientifico specialista della famiglia, tratta Dichaeta e Notiphila come generi distinti. Incongruente è, infine, l'impostazione tassonomica del BioSystematic Database of World Diptera: Dichaeta Meigen è infatti segnalato come sottogenere di Notiphila, tuttavia le interrogazioni relative alle specie del gruppo Dichaeta mostrano l'acquisizione della revisione di Mathis & Zatwarnicki (2007) e, quindi, il supporto alla separazione del genere Dichaeta.

### Specie
Il numero di specie del genere o sottogenere Dichaeta ha subito in letteratura drastiche variazioni in funzione dei criteri adottati dagli Autori nella collocazione di Dichaeta e nella nomenclatura relativa alla tassonomica del genere Notiphila. Negli anni quaranta, Cresson definì la tribù dei Notiphilini includendovi, fra gli altri, i generi Notiphila e Dichaeta come distinti e nell'ambito del genere Notiphila individuò due sottogeneri, Notiphila e Agrolimna. Il genere Dichaeta, mantenuto distinto da Notiphila, comprendeva la specie Dichaeta caudata e alcune strettamente affini ad essa. Alla fine degli anni settanta, il numero di specie di Dichaeta aumentò sensibilmente ad oltre venti: Mathis (1979) revisionò il genere Notiphila, limitatamente alle specie neartica, suddividendolo in due sottogeneri, Notiphila sensu Cresson e Dichaeta. Quest'ultimo taxon, secondo l'impostazione di Mathis, era ripartito in quattro gruppi per un totale complessivo di 25:
- Gruppo caudata:
  - Notiphila (Dichaeta) atriventris  (Cresson, 1915)
  - Notiphila (Dichaeta) caudata  (Fallén, 1813)
  - Notiphila (Dichaeta) transversa  (Walker, 1853)
- Gruppo furcata:
  - Notiphila (Dichaeta) bispinosa Cresson, 1917
  - Notiphila (Dichaeta) furcata (Coquillett, 1902)
- Gruppo puchrifrons:
  - Notiphila (Dichaeta) pulchrifrons Loew, 1872
  - Notiphila (Dichaeta) hamifera Wheeler, 1961
  - Notiphila (Dichaeta) scoliochaeta Mathis, 1979
- Gruppo scalaris
  - Notiphila (Dichaeta) aenigma Cresson, 1917
  - Notiphila (Dichaeta) atrata Mathis, 1979
  - Notiphila (Dichaeta) atripes Cresson, 1917
  - Notiphila (Dichaeta) decoris Williston, 1893
  - Notiphila (Dichaeta) deonieri Mathis, 1979
  - Notiphila (Dichaeta) deserta Mathis, 1979
  - Notiphila (Dichaeta) elophila Mathis, 1979
  - Notiphila (Dichaeta) macrochaeta Loew, 1878
  - Notiphila (Dichaeta) minima Cresson, 1917
  - Notiphila (Dichaeta) nanosoma Mathis, 1979
  - Notiphila (Dichaeta) olivacea Cresson, 1917
  - Notiphila (Dichaeta) pallidipalpis Cresson, 1940
  - Notiphila (Dichaeta) paludia Mathis, 1979
  - Notiphila (Dichaeta) quadrisetosa Thomson, 1869
  - Notiphila (Dichaeta) scalaris Loew, 1862
  - Notiphila (Dichaeta) sicca Cresson, 1940
  - Notiphila (Dichaeta) uliginosa Haliday, 1839

In realtà, lo schema tassonomico di Mathis derivava da una duplice operazione di revisione: il genere Dichaeta sensu Cresson fu ridotto ad un gruppo di specie, interno a Notiphila, che si identifica nel gruppo caudata; nel contempo, il nome Dichaeta fu adottato da Mathis come sinonimo maggiore di Agrolimna sensu Cresson e trattato perciò come sottogenere. Nel sottogenere Dichaeta confluivano pertanto due gruppi eterogenei di specie perché provenienti in parte da un genere distinto da Notiphila (il gruppo caudata o Dichaeta sensu Cresson) in parte da un sottogenere di Notiphila (Agrolimna sensu Cresson).
L'impostazione tassonomica-nomenclaturale di Mathis (1979) fu integralmente confermata nel Manual of Nearctic Diptera da Wirth et al. (1987) nelle chiavi di determinazione degli Efidridi neartici. Il nome Dichaeta era infatti adottato per denominare uno dei due sottogeneri di Notiphila e faceva riferimento a due differenti chiavi morfologiche: la prima determina le tre specie del gruppo caudata, caratterizzats dalla livrea scura (con colori da bruno a nero) e dalle setole fronto-orbitali proclinate robuste, la seconda determina le altre 22 specie, caratterizzate dalla livrea più chiara (da ocra a cinerea) e dalle fronto-orbitali proclinate deboli. Va osservato che un anno prima, l'entomologa russa Krivosheina (1986) effettuò una revisione tassonomica delle Dichaeta paleartiche. Il titolo della pubblicazione lascia palesemente intendere che la Krivosheina mantenesse distinto il genere Dichaeta da Notiphila, in contrasto, quindi, con l'impostazione seguita dai ditterologi nordamericani. A conferma dell'orientamento assunto da Krivosheina va segnalata la conservazione, nella collezione del Museo di Zoologia dell'Università di Mosca, dell'olotipo di sesso maschile di una nuova specie paleartica descritta allora da Krivosheina, la cui etichetta riporta il nome Dichaeta ussurica M. Kriv..
Nel Manual of Palaearctic Diptera, Mathis & Zatwarnicki (1998) riprendono la nomenclatura originariamente adottata da Cresson, distinguendo il sottogenere Agrolimna da Dichaeta sensu stricto. Quest'ultimo, con due sole specie paleartiche, si identifica con il gruppo caudata sensu Mathis (1979) in quanto la chiave di determinazione fa riferimento ai caratteri propri di quest'ultimo, ovvero la colorazione scura della livrea e la conformazione delle setole fronto-orbitali proclinate. Alla fine degli anni novanta, prescindendo dall'identificazione come genere distinto o come sottogenere di Notiphila, Dichaeta comprendeva pertanto quattro specie:
- Dichaeta atriventris  (Cresson, 1915)
- Dichaeta caudata  (Fallén, 1813)
- Dichaeta transversa  (Walker, 1853)
- Dichaeta ussurica Krivosheina, 1986

A queste quattro si aggiunge nel 2000 una nuova specie del Paleartico orientale, Dichaeta choui Fan, Wang & Ma, 2000.
Il quadro più recente della composizione del genere Dichaeta si deve a Mathis & Zatwarnicki (2007), i quali definiscono due nuove specie e alcune sinonimie. In definitiva il numero complessivo di specie si attesta a cinque, con la seguente nomenclatura e relative sinonimie:
- Dichaeta atriventris (Cresson, 1915)
- Dichaeta caudata (Fallén, 1813). Sinonimi: D. brevicauda Loew, 1860, D. choui Fan, Wang & Ma, 2000, D. tibialis Brulle, 1833)
- Dichaeta transversa (Walker, 1853). Sinonimo: D. ussurica Krivosheina, 1986
- Dichaeta wirthi Mathis & Zatwarnicki, 2007
- Dichaeta zacki Mathis & Zatwarnicki, 2007

## Distribuzione
Il genere ha distribuzione esclusivamente oloartica. Le specie D. atriventris, D. wirthi e D. zacki hanno distribuzione esclusivamente neartica, mentre D. caudata e D. transversa hanno un'ampia distribuzione che si estende anche al Paleartico. In Europa è presente solo D. caudata, diffusa in quasi tutto il continente, dalla Scandinavia alle regioni mediterranee. La specie è presente anche in Italia con l'eccezione dell'Italia insulare.